# CIR - Compagnie Industriali Riunite
CIR - Compagnie Industriali Riunite S.p.A. è una holding italiana quotata sull'MTA della Borsa di Milano. Fino al 19 febbraio 2020 era controllata al 46% dalla COFIDE della famiglia De Benedetti. Da quella data è diventata operativa la fusione per incorporazione di CIR in Cofide e il cambiamento di nome di Cofide in Cir.
La CIR è a capo di un gruppo industriale attivo principalmente in due settori dopo aver ceduto nel 2020 l'attività nei media: componentistica auto e sanità.

## Storia
Fondata nel 1976 a Torino da Carlo De Benedetti. Nel 1978 CIR diventa il principale azionista di Olivetti, con cui crea Omnitel, fino al 1998. Nel 1981 aveva acquisito SOGEFI e nel 1985 anche il gruppo Buitoni - Perugina, che nel 1988 cede a Nestlè. Nel 1989 entra nell'editoria e dopo il lodo Mondadori controlla l'"editoriale L'Espresso", che nel 2016 diviene GEDI Gruppo Editoriale. Nel 2002 CIR ha costituito la Holding Sanità e Servizi, oggi KOS.
Nel 2012 Carlo De Benedetti ha lasciato il controllo del gruppo ai figli Rodolfo, Marco ed Edoardo.
Il 19 febbraio 2020 diventa efficace l'operazione di fusione, decisa nel luglio 2019, tra Cir e Cofide, entrambe della famiglia De Benedetti, con incorporazione di Cir in Cofide e con Cofide che cambia nome e diventa (anche in Borsa) Cir.

## Attività

### Componentistica
Nella componentistica per autoveicoli opera la controllata SOGEFI, di cui detiene il 56,6 %, uno dei principali operatori mondiale dei settori sistemi motore (filtrazione e sistemi motore) e componenti per sospensioni (molle di precisione, barre stabilizzatrici). Fondata a Mantova nel 1980, SOGEFI oggi fornisce le più importanti case automobilistiche mondiali e opera in 21 paesi di quattro continenti con 42 stabilimenti. La storia di SOGEFI è caratterizzata da numerose acquisizioni, in particolare in Europa e in Sud America: l'ultima in ordine di tempo è stata quella di Mark IV Systèmes Moteurs (sistemi motore), perfezionata a fine luglio 2011. Nel 2016 Sogefi ha aumentato del 5% i ricavi ottenuti nel 2015 (erano di 1,4 miliardi di euro) grazie allo sviluppo nel Nord America e in Asia. L'Ebitda è cresciuto del 32,2% passando dai 115,5 milioni del 2015 a 152,7 milioni nel 2016; l'utile netto è cresciuto da 1,1 milioni nel 2015 a 9,3 milioni. Il free cash flow risulta positivo per 31,2 milioni rispetto a -24,8 milioni nel 2015.

### Sanità
KOS, controllata da CIR al 59,5% e partecipata dal gruppo F2i Fondi Italiani per le Infrastrutture SGR S.p.A., opera nella sanità socio-assistenziale. Costituita nel 2002 con il nome di Holding Sanità e Servizi, KOS è attiva nella gestione di residenze sanitarie assistenziali (attraverso il marchio Anni Azzurri) e di centri di riabilitazione (S. Stefano). La società, inoltre, fornisce e gestisce tecnologie medicali diagnostiche e terapeutiche attraverso la controllata Medipass.
KOS è uno dei principali operatori italiani del settore con 77 strutture gestite nel centro-nord Italia: secondo l'analisi R&S di Mediobanca, si tratta del quarto gruppo sanitario privato nazionale in termini di fatturato. Nel 2011 il gruppo ha avviato una joint-venture in India nel settore delle tecnologie medicali e nel 2012 ha acquisito il parco tecnologico di due ospedali oncologici in Gran Bretagna. KOS impiega oltre 4.000 dipendenti per un fatturato annuo che nel 2016 è cresciuto del 5% rispetto ai 439 milioni di euro del 2015. Il risultato netto supera i 23 milioni nel 2016 rispetto ai quasi 20 dell'anno precedente.
Nel settembre 2020 KOS è uscito dalla diagnostica per immagini e dai servizi per le cure oncologiche cedendo Medipass (tranne le controllate in India) al fondo tedesco Dws.

## Ex attività

### Editoria
Sino al 2020 nel settore dei media CIR ha controllato GEDI Gruppo Editoriale, azienda editoriale quotata in Borsa alla quale allora facevano capo i quotidiani la Repubblica, La Stampa e Il Secolo XIX, il settimanale l'Espresso e altri magazine, 13 giornali locali, tre emittenti radiofoniche nazionali (Radio Deejay, Radio Capital e M2O), una divisione digitale e una concessionaria pubblicitaria.
Dopo il memorandum d'intesa del marzo 2016 che prevedeva la fusione della Italiana Editrice (Itedi) con la società Gruppo Editoriale L'Espresso/la Repubblica, nel maggio 2017 nacque la GEDI (acronimo di Gruppo Editoriale) che vedeva la Cir al 43% circa, la Exor al 5% circa, la famiglia Perrone (Ital Press Holding) al 5% circa, altri azionisti FCA all'11% circa, mentre il rimanente 36% circa del capitale era costituito da flottante. Era il primo gruppo italiano nella stampa quotidiana e nell'informazione digitale; per il rispetto delle norme in vigore il gruppo L'Espresso cedette alla fine del 2016 le testate Il Centro e la Città di Salerno,  cedette la partecipazione nella società editrice delle testate Alto Adige e Il Trentino, diede in affitto la testata La Nuova Sardegna.
Nell'aprile 2020 CIR ha ceduto la partecipazione in GEDI a Giano Holding, società per azioni detenuta dalla Exor, che ha acquisito per 102,4 milioni di euro il 43,78% di GEDI in possesso della CIR

## Principali partecipazioni
- SOGEFI S.p.A. (partecipazione del 56,6%)
- KOS S.p.A. (partecipazione del 59,5%)

## Dati economici
Nel 2016 il gruppo CIR ha registrato un fatturato di circa 2,6 miliardi di euro, ottenendo un risultato netto positivo e distribuendo per la seconda volta consecutiva il dividendo. I dipendenti del gruppo sono oltre 14.000. Nel 2017 il fatturato è cresciuto del 6,7% a 2,8 miliardi ma il risultato è negativo per 5,9 milioni in seguito al contenzioso Gedi in Cassazione relativo a fatti del 1991.

## Consiglio di amministrazione
Il Consiglio di amministrazione di CIR, nominato il 29 aprile 2019, è composto da nove membri. Cinque sono indipendenti. I componenti del Consiglio sono i seguenti:
- Rodolfo De Benedetti, presidente esecutivo
- Monica Mondardini, amministratore delegato
- Edoardo De Benedetti,
- Marco De Benedetti,
- Paola Dubini
- Francesco Guasti
- Massimo Cremona
- Maria Serena Porcari
- Pia Hahn Marocco

## Azionisti
È efficace dal 19 febbraio 2020 la fusione tra CIR e la controllante COFIDE.
La nuova CIR è controllata dalla "Fratelli De Benedetti S.p.A." (tramite il possesso del 30% del capitale ordinario e del 44,9% dei diritti di voto), holding di cui i fratelli Rodolfo, Marco ed Edoardo De Benedetti detengono direttamente o indirettamente il 100% del capitale sociale e dei diritti di voto.